# Sébastien Muyengo Mulombe
Sébastien Muyengo Mulombe (* 8. Mai 1958 in Bukavu, Demokratische Republik Kongo) ist ein kongolesischer Geistlicher und römisch-katholischer Bischof von Uvira.

## Leben
Sébastien Muyengo Mulombe empfing am 1. August 1986 das Sakrament der Priesterweihe für das Erzbistum Kinshasa.
Am 2. Februar 2012 ernannte ihn Papst Benedikt XVI. zum Titularbischof von Strathernia und zum Weihbischof in Kinshasa. Der Erzbischof von Kinshasa, Laurent Kardinal Monsengwo Pasinya, spendete ihm am 15. April desselben Jahres die Bischofsweihe; Mitkonsekratoren waren der Bischof von Inongo, Philippe Nkiere Keana CICM, und der Bischof von Idiofa, José Moko Ekanga PSS.
Am 15. Oktober 2013 ernannte ihn Papst Franziskus zum Bischof von Uvira. Die Amtseinführung fand am 8. Dezember desselben Jahres statt.